# Ubarana
Ubarana este un oraș în São Paulo (SP), Brazilia.